# Manisaspor
Manisaspor är ett fotbollslag i Turkiets västra del i staden Manisa.
Laget grundades år 1931 i Manisa som Manisa Sakaryaspor Genclik Kulübü. År 2000 sponsrades laget av en stor firma i Turkiet och laget fick heta Vestel Manisaspor till den 29 augusti 2007 då laget fick heta Manisaspor återigen. De spelar sina matcher i 19 Mayis Stadi (den 19 maj arenan).